# Німецько-радянський торговельний договір (1940)
Договір про торгівлю між СРСР та Німеччиною підписаний 11 лютого 1940 СРСР та Нацистською Німеччиною. Згідно з договором Радянський Союз погодився з 11 лютого 1940 р. по 11 лютого 1941 на додачу до обсягів, зазначених у торговельному договорі 1939 р., поставити товарів (нафти, сировини, борошна) на суму від 420 до 430 мільйонів рейхсмарок. У період з 11 лютого 1941 по 11 серпня 1941 Радянський Союз мав поставити до Німеччини на додачу до обсягів, зазначених у торговельному договорі 1939 р., товарів на суму від 220 до 230 мільйонів рейхсмарок. Як оплату за радянські товари Німеччина мала поставити товари власного виробництва (військову техніку, верстати та технології, сировину).
Секретним додатком до договору обговорювались відносини з третіми країнами, придбання металів та інших товарів Радянським Союзом з подальшим продажем Німеччині. Згодом була погоджена політика стосовно транзиту товарів, придбаних Німеччиною в третіх країнах.
Сторони продовжили дію договору та розв'язали спірні питання торговельним договором від 10 січня 1941.
У червні 1941 Німеччина напала на Радянський Союз, чим порушила умови пакту Молтова — Ріббентропа та розірвала міждержавні стосунки.
Починаючи з січня 1940 р. і до нападу на Радянський Союз, загальна вартість радянського експорту до Німеччини становила 597,9 мільйона рейхсмарок. Німеччина поставила товарів на суму 437,1 мільйона рейхсмарок.
Радянський Союз поставив до Німеччини великі обсяги сировини, зокрема понад 900 000 тонн нафти, 1 600 000 тонн борошна та 140 000 тонн манганової руди.
Радянський Союз отримав неповний крейсер «Лютцер» класу «Хіппер», креслення «Бісмарка», інформацію про морські випробування, «повний комплект устаткування для великого винищувача», важку морську артилерію та інше військово-морське устаткування та зразки тридцяти найновіших німецьких військових літаків, зокрема винищувачі Me-109 та Me-110, бомбардувальники Ju-88 та Do-215. Радянський Союз також отримав електричне обладнання та обладнання для нафтопереробки, локомотиви, турбіни, генератори, дизельні двигуни, кораблі, верстати та зразки німецької артилерії, танків, вибухівки, обладнання хімічної зброї та інше.
Військові дії Німеччини проти Радянського Союзу частково підтримувались отриманими згідно з цим договором матеріалами, натомість Радянський Союз широко користувався отриманим устаткуванням і технологіями у військовому виробництві аж до кінця війни в 1945 р.